# 党家街道
党家街道，是中华人民共和国山東省济南市市中区下辖的一个乡镇级行政单位。

## 行政区划
党家街道下辖以下地区：
丘山小区社区、党家庄东村、党家庄西村、罗而村、刘家林村、小屯村、枣林村、魏家庄村、催马庄村、西渴马西村、西渴马东村、土屋村、相家庄村、宅科村、寨而头村、东渴马村、张家庄村、展村东村、展村西村、小白庄村、邵而东村、邵而西村和蛮子庄村。

## 人口
2010年中国第六次人口普查时，党家街道共有人口42514人。共有家庭10572户，平均每户3.52人。14岁以下的少年儿童共6163人，占总人口14.49%；15-64岁人口共33181人，占总人口78.04%；65岁及以上的老年人共3170人，占总人口的7.456%。男性共计21431人，占总人口50.40%；女性共计21083，占总人口49.59%。本地居住的人口中，拥有本地户籍的人口为35684人，占83.93%。